# Claire Friché
Clara Alexandrine (Claire) Friché (Brussel, 2 maart 1875 – Chantilly, 12 november 1968) was een Belgisch operazangeres. Haar stembereik was sopraan.
Ze was dochter van kachelsmid Dominique Friché en Maria Anne Desmed. Ze kreeg haar muziekopleiding aan het Koninklijk Conservatorium Brussel. Ze studeerde er zangkunst, piano en compositieleer. Gezien haar borstomvang schatte men in dat ze contra-alt zou worden, maar het werd sopraan. Na haar opleiding begon ze in 1897 met het deelnemen aan concerten (Concerts Populaires) in België en ontwikkelde daarin haar stem verder. In 1900 trad ze toe tot het operagezelschap van de Koninklijke Muntschouwburg. Ze zou er tot 1914 blijven. Er volgde weer een jaar van rondtrekken, maar in 1916 vestigde ze zich voorgoed in Parijs. Ze zong er in de Salle Favart en bij de L'Opéra de Paris. Een grote carrière in de Verenigde Staten en Engeland kwam mede door de reisverboden tijdens de Eerste Wereldoorlog niet van de grond. Wel zong ze even in Monte Carlo en Covent Garden. Ze bleef daarna in en rond Parijs zingen. Ze trok zich daarbij na 1920 steeds meer terug, ook omdat ze trouwde. Ze overleed op 93-jarige leeftijd in Chantilly in het arrondissement Senlis nabij Parijs; haar overlijdensakte zou "zonder beroep" vermelden.
Ze zong tientallen operarollen, waarbij ze betrokken was bij opera’s van Richard Strauss (Salomé), Jan Blockx, Vincent d'Indy (L'Etranger) en Camille Saint-Saëns.
- Bibliothèque nationale de France: cb156153066 (data)
- International Standard Name Identifier: 0000 0001 1875 3359
- Library of Congress Control Number: no2009063579
- Virtual International Authority File: 42165714
- WorldCat: E39PBJcBVTfFX8tRvKrqBxxqwC